# Liste des épisodes de Power Rangers : Super Ninja Steel

Cet article présente le guide des épisodes de la vingt-cinquième saison de la série télévisée américaine Power Rangers, Super Ninja Steel (2018).

## Épisodes

### Épisode 01:Le super acier ninja
- N° de production : 854
- Titre original : Echoes of Evil (litt : « Échos du mal »)
- Résumé : Madame Odius et les guerriers galactique, bien que toujours vivants, relancent leur émission après avoir reçu l'aide de Sledge et son équipage qui n'étaient pas seulement venus réparer le vaisseau de cette sorcière, mais aussi lui usurper Le Super Acier Ninja caché dans la météorite qui l'avait percuté dans la saison précédente. Or, il se trouve que par l'intermédiaire de Badonna (une prisonnière de Sledge affranchie), Madame Odius a déjà retiré tout le contenu du corps céleste, de sorte que ses alliés repartent les mains vides. Avec ce nouvel arsenal à sa disposition, elle ne se soucie plus du fait que le Prisme soit hors de fonction, et va jusqu'à le réparer pour se créer elle aussi des étoiles maléfiques. Cependant, qu'adviendra-t-il si Brody et ses amis lui font à nouveau obstacle ? Et que fera-t-on à Victor et Monty si l'on découvre que leurs parfums répulseurs de monstres sont des arnaques ?
- Dates de diffusion :
  -   27 janvier 2018
  -  2 avril 2018 (avant première) sur Canal J / 27 août 2018 sur Gulli

### Épisode 02:L'heure de vérité
- N° de production : 855
- Titre original :  Moment of Truth (trad. litt : Moment de vérité »)
- Résumé :  Calvin ment à sa copine à propos du cadeau de leur anniversaire. La vérité, c'est qu'il a oublié la date. Et, pour ne pas lui faire de la peine, il raconte plusieurs bobards, ignorant qu'un monstre les utilise pour s'alimenter.
- Dates de diffusion :
  -  3 février 2018
  -  2 avril 2018 (avant première) sur Canal J / 27 août 2018 sur Gulli

### Épisode 03:L'amour rend aveugle
- N° de production : 856
- Titre original : Tough Love (litt : « Amour dur »)
- Résumé :  Lévi tombe amoureux de Spyclops, un monstre déguisé en humaine, et va jusqu'à changer son look pour lui plaire. Au moment où il chante pour elle les paroles d'une chanson que Madame Odius a ensorcelé, il se retrouve possédé et devient maléfique.  
  -  10 février 2018
  -  2 avril 2018 (avant première) sur Canal J / 28 août 2018 sur Gulli

### Épisode 04:Faire des vagues
- N° de production : 857
- Titre original : Making Waves (litt : « Faire des vagues »)
- Résumé :  Hayley et Sarah tentent de séparer leurs parents quand ils deviennent trop proches. Alors que le sous-marin miniature du père de Hayley est resté coincé dans une rivière et ne devient que plus tard un zord, un guerrier galactique cherche à inonder la ville.
- Dates de diffusion :
  -  17 février 2018
  -  2 avril 2018 (avant première) sur Canal J / 29 août 2018 sur Gulli

### Épisode 05:Goblin-Gobeur
- N° de production : 858
- Titre original : Game Plan (litt : « Plan de match »)
- Résumé :  Le jeu Goblin-Gobeur fait fureur, et seul Preston ne semble pas s'en défaire de temps à autre comme ses amis. Ce que tout le monde ignore, c'est que l'avatar du jeu est un alien et que son pouvoir d'hypnose augmente par rapport à la performance du joueur. Si Mick et Lévi n'avaient pas inventé toute une histoire pour que les gens ne jouent plus à ça et si Preston n'était pas venu sauver ses amis, c'est certain que les autres rangers seraient toujours restés coincés dans Goblin-Gobeur.
- Dates de diffusion :
  -   24 février 2018
  -  8 mai 2018 (avant première) sur Canal J / 30 août 2018 sur Gulli

### Épisode 06:Les Ninjas galactiques
- N° de production : 859
- Titre original : Attack Of The Galactic Ninjas (litt : « L’attaque des Ninjas Galactiques »)
- Résumé :  Madame Odius engage les Ninjas Galactiques (au nombre de 4) pour venir faire le sale boulot à sa place car, comme elle le dit si bien, qui de mieux que des ninjas pour combattre d'autres ninjas. Pendant ce temps, Calvin a des soupçons sur Preston et  Hayley qui agissent bizarrement.
- Dates de diffusion :
  -  3 mars 2018
  -  8 mai 2018 (avant première) sur Canal J / 31 août 2018 sur Gulli

### Épisode 07:À toute vitesse
- N° de production : 860
- Titre original : The Need For Speed (litt : « Le besoin de vitesse »)
- Résumé :   Sarah tente de remporter le trophée du hoverboarder le plus rapide mais Victor Vincent la dépasse et remporte le prix. Peu après, les Power Rangers ont affaire à Speedwing, un guerrier très rapide qui grâce à sa vitesse, est difficile à battre. Sarah s'aperçoit qu'il utilise une étoile éclair, et après se l'être procurée, elle décide de l'insérer dans son hoverboard, mais Mick la prévient que cela peut être dangereux...
- Dates de diffusion :
  -  10 mars 2018
  -  8 mai 2018 (avant première) sur Canal J / 3 septembre 2018 sur Gulli

### Épisode 08:La main dans le sac
- N° de production : 861
- Titre original : Caught Red Handed (litt : « Pris la main dans le sac »)
- Résumé :   Les élèves du lycée de Summer Cove s'en vont faire du camping mais Brody est collé pour être accusé de vol d'une vieille boussole. Lors de leur sortie, les Power Rangers sont surpris par Rygore, un Ninja Galactique, qui utilise un dé géant pour choisir ses attaques, tandis que Brody sort de colle quand son innocence est prouvé et que les responsables ne sont en fait que le duo comique de la série (Victor et Monty). Cependant, il se trouve que la collecte des Médaillons des Ninjas Galactiques a permis à Odius de créer un zord puissant appelé Foxatron qui au cours d'un combat contre les zords des rangers, s'est attaqué au chef des Ninjas Galactiques.
- Dates de diffusion :
  -  17 mars 2018
  -  8 mai 2018 (avant première) sur Canal J / 4 septembre 2018 sur Gulli

### Épisode 09:Les nouveaux Zords
- N° de production : 862
- Titre original :  Outfoxed (litt : « Se laisser avoir »)
- Résumé : Dernièrement, Madame Odius a vaincu les rangers et leurs zords avec son Foxatron, mais n'a pas pu continuer parce que son robot devait se charger d'abord. Profitant de l'occasion, ses ennemis qui ont entendu parler des zords Lumière, font de leur possible pour les activer sans se rendre compte que c'est par leurs actes désintéressés qu'ils ont pu prouver leurs valeurs, de telle sorte à ce qu'ils puissent enfin retirer les étoiles Lumière Ninjas du Prisme Nexus et les utiliser pour terrasser Foxatron.
- Dates de diffusion :
  -  25 août 2018
  -  5 septembre 2018 sur Canal J / 5 septembre 2018 sur Gulli

### Épisode 10:L'attaque de Draven
- N° de production : 863
- Titre original : Dimensions in Danger (litt : « Dimensions en danger »)
- Résumé :  Tout commence par le kidnapping de Tommy Oliver. C'est par son ADN et par celui des autres Power Rangers du passé que sont créés des milliers de clones au service d'un nouvel ennemi, Lord Draven. Le reste des rangers n'ayant pas été cloné, s'en vont demander de l'aide aux Powers Rangers Super Ninjas Steel, sans savoir que Madame Odius y est pour quelque chose.
- Dates de diffusion :
  -  28 août 2018
  -   6 septembre 2018 sur Canal J / 6 septembre 2018 sur Gulli
- Info : Cet épisode est l’épisode anniversaire des 25 ans de la franchise Powers Rangers (fêté le 28 août 2018 aux États-Unis).

### Épisode 11:Toxique Saint-Valentin
- N° de production : 864
- Titre original : Love Stings (litt : « Les piqûres d'amour »)
- Résumé :  Vénoma, dernière ninja galactique, est envoyé piquer les Powers Rangers de ses flèches pour qu'ils tombent amoureux d'elle et ainsi pouvoir facilement voler leurs étoiles, pendant la Saint-Valentin. Au même moment, Preston essaye de déclarer sa flamme à une fille qui, après l'attaque de Vénoma, commence à s'intéresser à lui. Croyant au début qu'elle agit comme ça sous l'effet des flèches du monstre de tout à l'heure, il comprend un peu tard qu'il avait tort et que sa dulcinée était sincère. Pour sauver ses amis du charme de Vénoma, Preston élimine celle-ci, ce qui signale la fin des Ninjas Galactiques.
- Dates de diffusion :
  -  1er septembre 2018
  -  7 septembre 2018 sur Canal J / 7 septembre sur Gulli

### Épisode 12:Les loups-garous
- N° de production : 865
- Titre original : Fan Frenzy (litt : « La frénésie des fans »)
- Résumé :  Lévi est flatté de voir l'un de ses plus grand fans s'intéresser à lui. Or, quand il le trouve trop collant, il n'hésite pas  montrer le fond de sa pensée alors qu'un monstre loup-garou prévoit de rendre les humains comme lui en leur injectant ses griffes. Parmi les victimes, on peut compter ce fan, Mick et Victor.
- Dates de diffusion :
  -  8 septembre 2018
  -  10 septembre 2018 sur Canal J / 10 septembre 2018 sur Gulli

### Épisode 13:Un Power Ranger préparé en vaut deux
- N° de production : 866
- Titre original : Prepare to Fail (litt : « Préparez-vous à échouer »)
  - Résumé :  Un certain Tynamon est contacté par Madame Odius. Quand son protégé Brax agit comme un trouillard au cours de sa première rencontre avec les rangers, ceux-ci mais surtout Sarah, baissent leur garde et ne le voient pas revenir en force. Malgré le fait qu'ils aient compris qu'ils devaient toujours se préparer pour se prévenir d'un danger comme celui-ci et que Sarah ait fabriqué un sabre très utile et unique, aucun d'eux ne vient à bout de ce monstres et des encouragements exagérés de Badonna.
  - Dates de diffusion 
  -  15 septembre 2018
  -  11 septembre 2018 sur Canal J / 11 septembre 2018 sur Gulli

### Épisode 14:Un nouvel allié
- N° de production : 867
- Titre original : Sheriff Skyfire (litt : « Shérif Skyfire »)[1]
- Résumé :  Sheriff Skyfire, un justicier de l'espace, se fait embobiner par Madame Odius, et prend les Powers Rangers Super Ninjas Steel pour des voleurs. Mais à un moment donné, il fait la part des choses et discerne qui dit la vérité et qui ment dans cette histoire.
- Dates de diffusion :
  -  22 septembre 2018
  -  12 septembre 2018 sur Canal J / 12 septembre 2018 sur Gulli

### Épisode 15:Alerte au virus
- N° de production : 868
- Titre original : Tech Support (litt : « Support technique »)[2]
- Résumé :  Un monstre pirate le système informatique des Powers Rangers. Cependant, une élève de karaté peut tout arranger.
- Dates de diffusion :
  -  29 septembre 2018
  -  13 septembre 2018 sur Canal J / 17 septembre 2018 sur Gulli

### Épisode 16:Calvin, mécanicien
- N° de production : 869
- Titre original : Car Trouble (litt : « Problème de voiture »)[3]
- Résumé :   Un nouveau monstre, Voltipede, est envoyé sur Terre pour combattre les Rangers. Il vole l'électricité des voitures et de la ville, pour se charger en énergie et en puissance. C'est un adversaire redoutable, mais les Rangers, aidés du Zord Lion de Feu, arrivent à le vaincre. Mais les monstres s'emparent de l’Étoile Fusion Ninja des Rangers.
- Dates de diffusion :
  -  6 octobre 2018
  -  14 septembre 2018 sur Canal J / 18 septembre 2018 sur Gulli

### Épisode 17:En mauvaise voix
- N° de production : 870
- Titre original : Happy To Be Me (litt : « Heureux d'être moi »)[4]
- Résumé :  Tynamon a volé l'Étoile Fusion Ninja des Powers Rangers Super Ninjas Steel. Afin de l'utiliser, il échange sa voix avec celui du ranger doré, ce qui rend la voix de Lévi atroce. Pour couronner le tout, Preston l'a fait rajeunir en voulant conjurer le sort. Est-ce là peut-être un signe du destin signalant la fin de sa carrière musicale ?
- Dates de diffusion :
  -  13 octobre 2018
  -  17 septembre 2018 sur Canal J / 19 septembre 2018 sur Gulli

### Épisode 18:Une simple faute
- N° de production : 871
- Titre original : Magic Misfire (litt : « Raté magique »)[5]
- Résumé :  Par la faute de Preston, l'un des enseignants de son lycée a été licencié. Cherchant à corriger son erreur, il doit aussi, avec ses amis, devoir affronter Tynamon et la peur de se débrouiller sans Mick sous prétexte qu'il est reparti précipitamment dans sa galaxie. Lorsque Tynamon est détruit par le Rangers Super Ninjas Steel bleu en armure de Lion de Feu avec l'aide du Rangers Super Ninjas Steel doré, on découvre qui il est réellement (Un être miniature abritant un robot à son image).
- Dates de diffusion :
  -  27 octobre 2018
  -  18 septembre 2018 sur Canal J / 20 septembre 2018 sur Gulli

### Épisode 19:Sous l'emprise d'Odius
- N° de production : 872
- Titre original : Doom Signal (litt : « Signal maudit »)[6]
- Résumé :  Madame Odius tente de manipuler le mental des humains avec une antenne spéciale que Mick aurait fabriqué sous l'effet d'une autre plus petite. Mais pour que ses ondes soient diffusées sous forme d'un programme de divertissement, il faut organiser un casting du style humain (avec un monstre déguisé en producteur et Brax déguisé lui aussi) de manière que le ou les retenus soient mis à l'écran. Bien sûr, Victor et Monty ont obtenu le rôle, et c'est encore Hayley qui se plaint sur la sincérité de son copain quand celui-ci lui fait savoir qu'elle était mauvaise à son audition. Comme conséquences, elle rompt avec lui, ses amis et elle découvrent les plans d'Odius et croient à tort que Mick les a menti sur son faux départ pour rejoindre les forces du mal. En voyant cette situation, le bon côté peut se rapporter à la défaite de Brax et au fait que Hayley a échappé à une humiliation totale si elle était devenu un clown comme le sont Victor et Monty en ce moment, dans le talk-show de Cosmo Royal.
- Dates de diffusion :
  -  3 novembre 2018
  -  19 septembre 2018 sur Canal J / 21 septembre 2018 sur Gulli

### Épisode 20:Le pouvoir Nexus
- N° de production : 873
- Titre original : Reaching the Nexus (litt : « Atteindre le Nexus »)[7]
- Résumé :  Madame Odius a fait un lavage de cerveau à tous ceux qui ont regardé l'émission de Victor et Monty. Comme les rangers (à l'exception de Calvin) sont encore lucides, c'est à eux de sauver les habitants de la ville avant que cette sorcière ne fasse d'eux ses esclave. Mais hélas pour eux, le plan de leur ennemi n'était pas seulement que de mettre les humains sous son emprise, mais aussi de profiter de la confusion pour voler le Prisme et utiliser son pouvoir pour fusionner avec l'Étoile Nexus Ninja avec la complicité de Mick. Or malgré sa nouvelle transformation et ses nouveaux pouvoirs, elle est quand même vaincue par ses ennemis qui, par contre, ont fusionné avec leurs Étoiles de Pouvoir. Pour ce qui est des autres monstres, ils sont tous détruits par les bonbons explosives que Cosmo Royal avait donné à Victor et Monty pour leurs numéros de jonglage. Finalement, Hayley et Calvin se réconcilient, les deux comiques de la série obtiennent leur 50ème trophée et le Prisme peut maintenant écrire sa légende sous d'autres cieux parce que la planète bleue est sauvée.
- Remarque : Après sa séparation d'avec les rangers, le Prisme rejoint le monde des Power Rangers Dino Fury alors que Mike le recherche à nouveau. Par la même occasion, on découvre qu'il fait partie des arsenaux que les Morphin Masters ont créé il y a plusieurs milliers d'années pour aider les rangers.
- Dates de diffusion :
  -  10 novembre 2018
  -  20 septembre 2018 sur Canal J / 24 septembre 2018 sur Gulli

### Épisode 21:Dans la peau d'un monstre(spécial Halloween)
- N° de production : 874
- Titre original : Monster Mix-Up (litt : « Mélange de monstres »)[8]
- Résumé :  Les Power Rangers déguisés souhaitent chercher des bonbons quand sept criminels intergalactiques apparaissent devant eux sous le commandement de Versix accompagné de la horde des horreurs, mais les Power Rangers n'ont pas leurs étoiles de pouvoir sur eux et ne peuvent pas se changer. Versix lance un sort qui fait permuter les corps des rangers dans ceux des criminels et inversement. Versix attachent les rangers changés en monstres et demandent aux faux rangers de les surveiller en attendant les gardes-momies qui vont les transférer au tribunal intergalactique d'Halloween où ils seront condamnés pour chaque crime, mais si le compteur monte à 10, ils disparaissent. En raison de la sévérité du tribunal, les 10 pénalités sont atteintes très rapidement. Brodie et Sarah ont réussi à fuir et rejoindre Mick pour l'avertir et obtenir son aide. Brodie, Sarah et Mick parviennent à piéger Versix dans une poubelle et les gardes-momies font leur retour et arrêtent Versix. Juste au moment ou le procureur-sorcière tente de faire disparaître les vrais rangers, les gardes-momies arrivent avec Versix et les deux autres rangers transformés et interrompent le procès. Versix par peur du procès avouent avoir interverti le corps des rangers et des monstres, les faux rangers tentent de fuir mais la procureur-sorcière leur lance un sort les immobilisant et redonnent la véritable apparences aux rangers et aux monstres. La Horde des horreurs dit à Versix qu'il le considérait comme un ami, et a ce moment, Mick se montre, car il avait pris l'apparence de Versix et les sept monstres sont réduits en poussières par les juges-citrouilles et les véritables rangers disent où trouver le vrai Versix qui s'est enfui, les rangers reprennent leurs étoiles et vont l'affronter.
- Dates de diffusion :
  -  20 octobre 2018
  -  31 octobre 2018 sur Canal J / 31 octobre 2018 sur Gulli

### Épisode 22:Un Noël préhistorique(spécial Noël)
- N° de production : 875
- Titre original : The Poisy Show (litt : « Le spectacle empoisonné »)[9]
- Résumé : à la suite de la destruction d'Odius, les Rangers se croyaient tranquille. Sledge découvre le vaisseau d'Odius détruit et décide de récupérer l'acier ninja comme son cadeau de Noël. Sledge offre le plateau télévisé à sa femme Poissandra comme cadeau de Noël et lui propose de capturer les Power Rangers pour en faire les invités de son émission au grand ravissement de sa femme. Mais Sledge a une autre idée derrière la tête, il veut profiter de l'émission pour voler les étoiles de pouvoir des Rangers. Pendant ce temps là, les Rangers s'engagent à livrer les cadeaux de Noël d'une œuvre caritative du lycée, aux enfants. Quant aux Rangers, ils reçoivent en cadeau, un appareil de télétransportation qui est commun à l'ensemble des anciens Rangers et un disque de message où West Collins, un Ranger rouge, leur explique le rôle de cet appareil. A la fin du message, le prisme Nexus fait son retour et leur redonne les étoiles de pouvoir au moment même où Sledge et Snowfrize font leur apparition et piègent les Rangers en bonhommes de neige. Preston échappe au piège, mais Sledge en se jetant sur lui, ouvre un vortex et tombe avec lui dans une autre dimension du télétransportation, les emportant dans le monde préhistorique. Sledge tente de tirer sur Preston qui se fait attraper par un ptérodactyle qui l'emporte avec lui et l'amène à Koda, un Ranger Dino Charge bleu. À eux deux, ils comptent mettre fin au règne de Sledge que Koda connaît bien. Quant aux autres Rangers, ils se font interviewer par Poissandra et décident de la piéger en lui parlant de sa relation avec Sledge pour essayer que cette dernière, se retourne contre son mari. Koda se fait tirer dessus par Sledge et Preston se retrouve seul face à lui avant qu'un tyrannosaure débarque, il s'agit d'un ami de Koda qui met en fuite Sledge perdant l'appareil de télétransportation avant que Preston ne le récupère. Les deux Rangers bleus retourne dans le vaisseau d'Odius afin de libérer les autres Rangers, Sledge en profitant pour s'incruster dans le vortex. À la suite des discussions des Rangers et de Poissandra, celle-ci prend conscience que Sledge n'a jamais été gentil avec elle et elle s'emporte contre lui, lorsqu'elle découvre que son objectif n'était que de récupérer les étoiles de pouvoir, ce qui permet aux deux rangers bleus de libérer leurs amis qui s'emparent de leurs étoiles et se transforment et disparaissent dans le vide-ordure. Mais ceux-ci tombent dans le traîneau du Père Noël, car Brody lui avait demandé son aide. Snowfrize se fait détruire par les Rangers une fois sur Terre après la gigantification, pendant ce temps, le Ranger bleu Dino Charge offre un cadeau à Sledge qu'il met sur le côté avant de partir sauf que Poissandra est persuadée que ce cadeau est de Sledge, mais il s'agit d'une bombe qui détruit les monstres et le vaisseau.
- Dates de diffusion :
  -  1er décembre 2018
  -  25 décembre 2018 sur Canal J / 25 décembre 2018 sur Gulli